# Église Saint-Étienne de Franchesse
Pour les articles homonymes, voir Église Saint-Étienne et Saint-Étienne (homonymie).
L'église Saint-Étienne est une église catholique située à Franchesse, en France,.

## Localisation
L'église est située dans le département français de l'Allier, dans la commune de Franchesse.

## Description
Église romane bâtie par les moines de Souvigny au XIIe siècle et remaniée au XVe siècle.
L'église dépendait de l'ancien diocèse de Bourges. L'influence du Berry se remarque à l'extérieur, dans l'arcature aveugle qui ceinture la partie supérieure de l'abside.
L'église comprend une nef à collatéraux, un transept saillant à chapelles orientées. À l’extérieur, l’église est dotée  de contreforts massifs. Elle possède une tour d’escalier.
L’abside en hémicycle est à colonnes-contreforts et modillons, avec des arcatures aveugles  et cordon de billettes, chapiteaux à feuillages ; elle est flanquée de deux absidioles avec cordon de billettes.
Le clocher carré au-dessus de la croisée est typique des églises du Bourbonnais, avec un étage aveugle et un niveau ouvert ;  jadis surmonté d'une flèche en pierre, sa flèche est couverte de bardeaux de châtaignier.
A l’intérieur, le chœur présente une alternance de baies cintrées et d'arcs en mitre d'influence auvergnate. Elle a nombre de chapiteaux avec personnages, oiseaux, rinceaux, le tout traité d'une manière naïve. Les fonts baptismaux à colonnettes sont du XIIe – XIVe siècle : le bénitier en pierre et plaque tombale sont de  fin XIIIe—début XIVe siècle.
La façade sud possède un portail à archivolte et cordon de billettes en plein cintre encastré dans un avant-corps de maçonnerie surmonté d'un glacis à modillons à masque. À l'intérieur, plusieurs chapiteaux sculptés.
L'édifice est classé au titre des monuments historiques en 1886.

## Photographies

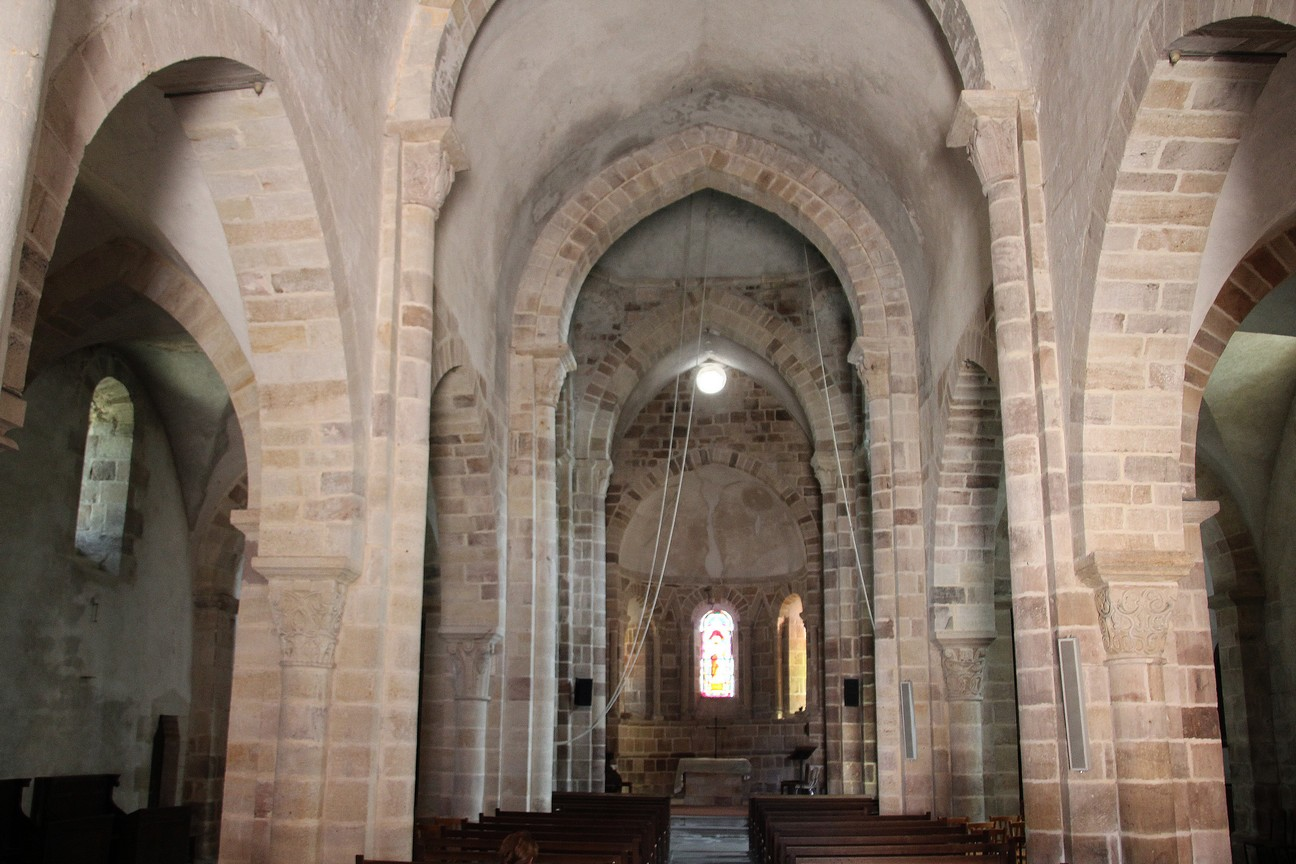
Intérieur de la nef.
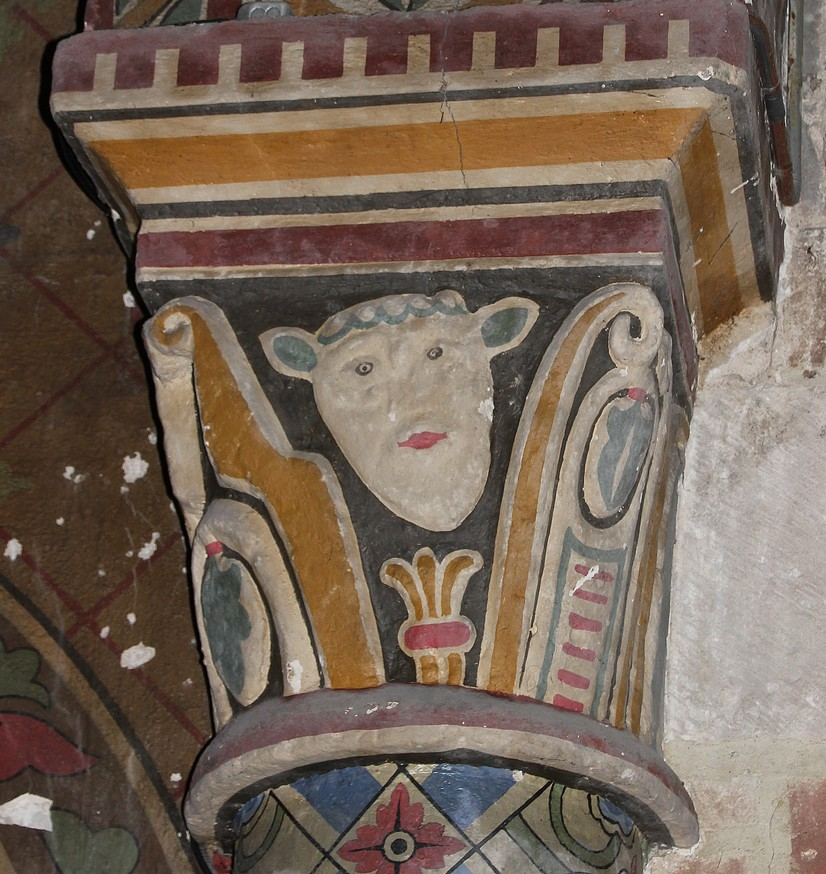
Chapiteau polychrome.
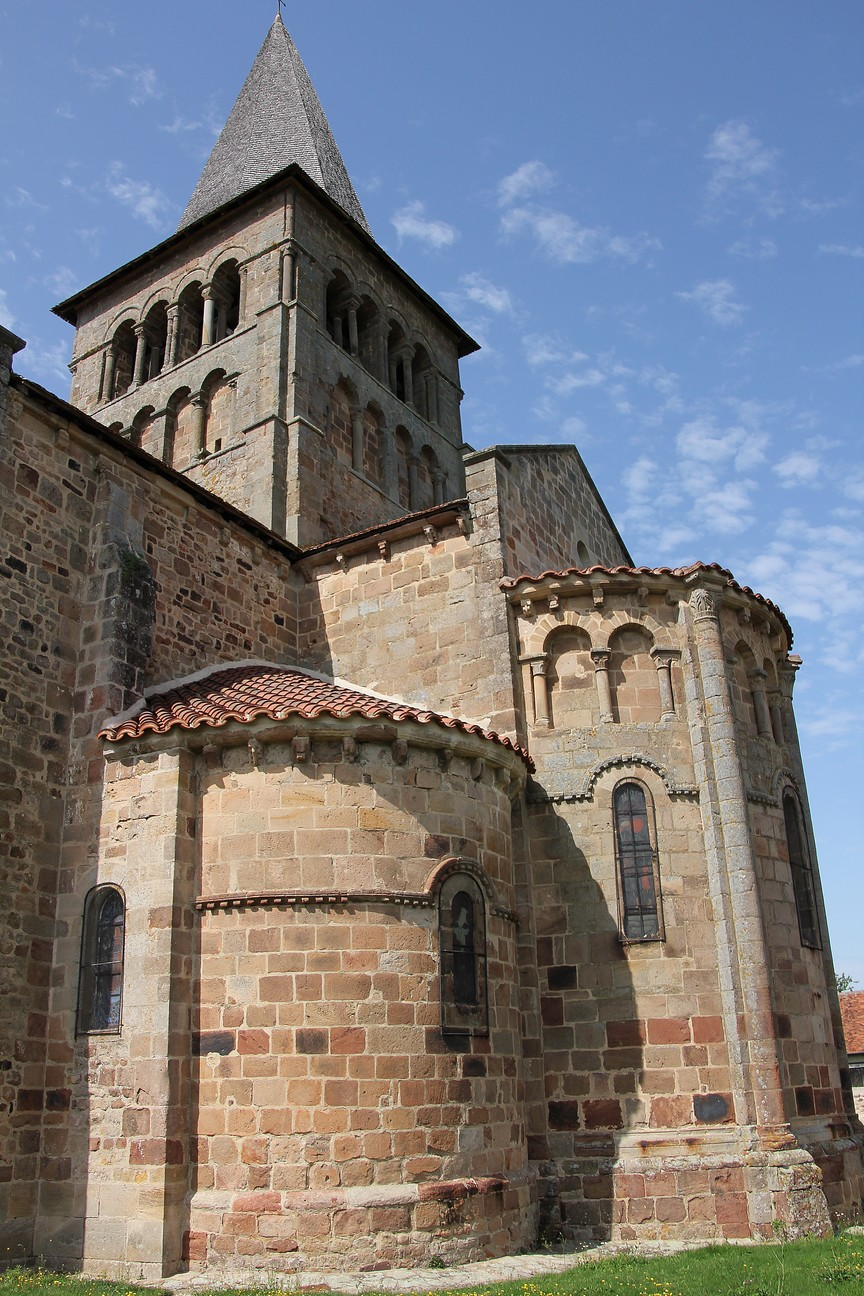
Absidiole ouest.
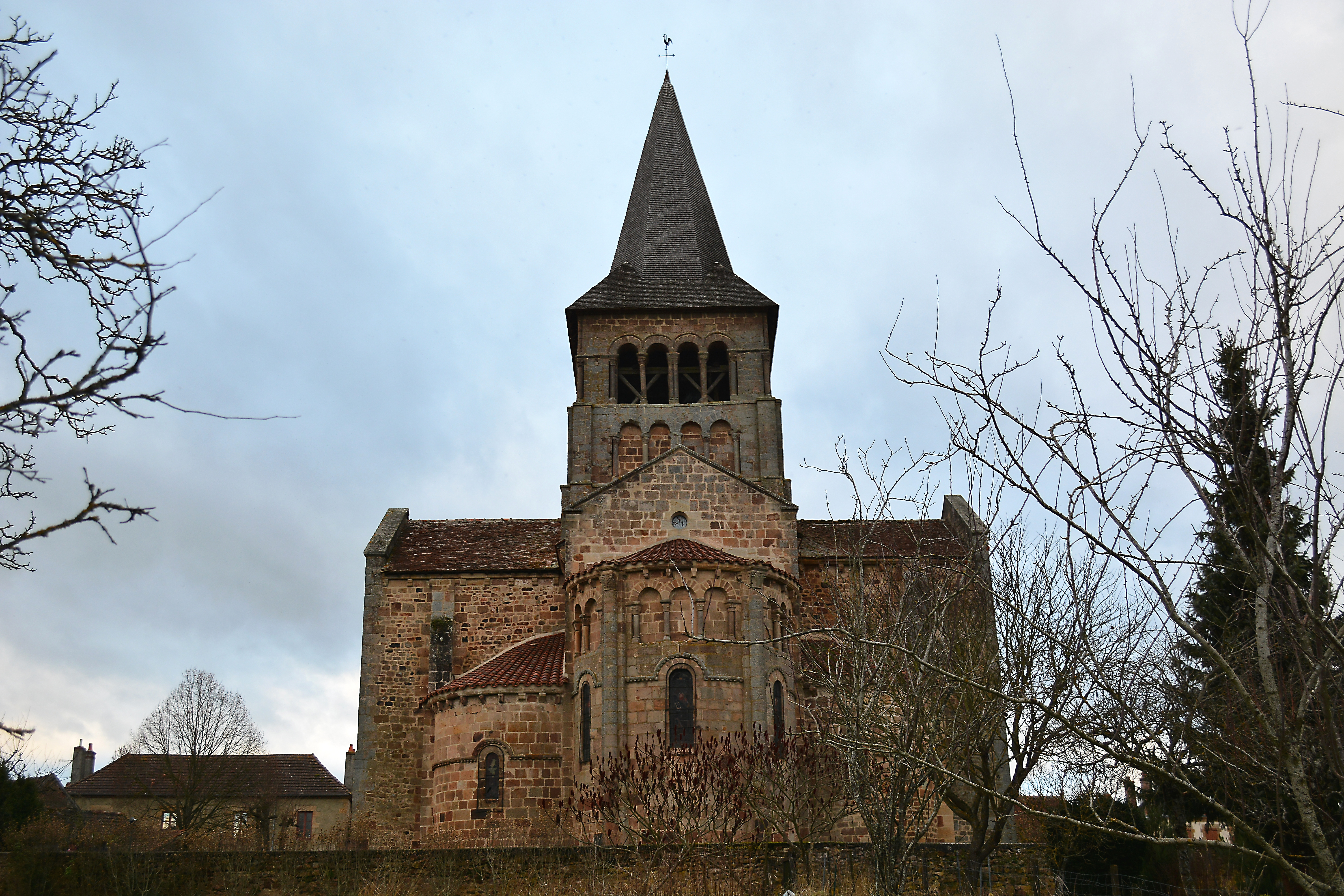
Vue du chevet.